# Critérium Internacional de Sétif
El Critérium international de Sétif es una carrera ciclista argelina. Creada en 2014, se disputa antes del Tour de Sétif. Esta carrera forma parte desde su creación del UCI Africa Tour, en categoría .2.
Los ciclistas corren sobre un circuito de 30 vueltas alrededor del perímetro de la ciudad de Sétif haciendo un total de 96 kilómetros.

## Palmarés
| Año  | Ganador            | Segundo               | Tercero              |
| ---- | ------------------ | --------------------- | -------------------- |
| 2014 | Mouhssine Lahsaini | Mekseb Debesay        | Salah Eddine Mraouni |
| 2015 | Mekseb Debesay     | Abdelbasset Hannachi  | Bilal Saada          |
| 2016 | Adil Barbari       | Abdelkader Belmokhtar | Abdelbasset Hannachi |

## Palmarés por países
| País      | Victorias |
| --------- | --------- |
| Marruecos | 1         |
| Eritrea   | 1         |
| Argelia   | 1         |